# Giãn đồng tử
Giãn đồng tử là sự giãn nở của các đồng tử, thường có một nguyên nhân phi sinh lý, hoặc đôi khi là một phản ứng đồng tử có tính sinh lý. Các nguyên nhân không sinh lý của bệnh này bao gồm bệnh, chấn thương hoặc sử dụng chất gây nghiện.
Thông thường, do là một phần của phản xạ ánh sáng đồng tử, đồng tử giãn ra trong bóng tối và hạn chế ánh sáng để cải thiện sự sống động của hình ảnh vào ban đêm và để bảo vệ võng mạc khỏi tác hại của ánh sáng mặt trời vào ban ngày. Một đồng tử bị giãn sẽ vẫn quá lớn ngay cả trong một môi trường sáng bình thường. Sự kích thích của các sợi xuyên tâm của mống mắt làm tăng khẩu độ đồng tử được gọi là giãn đồng tử. Tổng quát hơn, bệnh giãn đồng tử cũng đề cập đến sự giãn nở tự nhiên của đồng tử, ví dụ trong điều kiện ánh sáng yếu hoặc dưới sự kích thích giao cảm.
Một thuật ngữ không chính thức cho bệnh này là đồng tử bị thổi phồng, và được sử dụng bởi các nhà cung cấp y tế. Nó thường được sử dụng để chỉ một bệnh giãn đồng tử đơn phương cố định, có thể là triệu chứng của áp lực nội sọ tăng.
Ngược lại, sự co thắt của đồng tử, được gọi là co đồng tử - miosis. Cả bệnh giãn và co đồng tử đều có thể là sinh lý. Anisocoria là tình trạng của một đồng tử bị giãn hơn so với đồng tử còn lại.